# Grupo Celeste
El Grupo Celeste es un grupo de música tropical andina creado en el Perú, en el año 1974, por su director, el compositor Víctor Casahuamán Bendezú, previamente director de Los Yungas. Fue uno de los grupos con mayor éxito en el Perú durante los años de 1970 y 1980.

## Historia
Una vez formado en el año de 1974 lanza al mercado un primer sencillo llamado "En el campo", serían de los primeros temas de cumbia peruana que incluirían una letra musical más elaborada, lo que hace que letras más cortas y simples y la tendencia de grabar en su mayor parte, cumbias instrumentales, se encauce a la composición de vivencias sociales de la población local.
Para el año de 1975, bajo el sello disquero Discope, se comienza a preparar un nuevo material, para esto, el director del grupo casualmente se encuentra con Lorenzo Palacios, hermano materno de un cantante que dejó su agrupación llamado Alfonso Escalante, por lo que Víctor Casahuamán le solicita ingrese a la agrupación, para lo cual, previo entrenamiento del nuevo elemento como cantante, surge el nuevo cantante de la agrupación "Chacalón".
Grupo Celeste se lanza de lleno con su más grande éxito en ese mismo año bajo la voz de Lorenzo Palacios, el tema "Viento" es un tema a ritmo de Música tropical andina, que combina entre otros, cumbia y ritmos nativos del Perú. Esta canción llegó a ubicarse en el puesto 44 de la lista de éxitos de ese año.
La predominancia musical del Grupo Celeste se basó en la incursión de letras con más contenido que se diferenciaban de las hechas en la época en otras agrupaciones, además de, al igual que otros de sus contemporáneos, fue el precursor del sonido wah-wah como base en el uso de la guitarra rítmica, además también de, marcar el ritmo con la inclusión de aplausos que marcan el compás musical en la mayoría de sus temas.
Incluyendo dicha característica, surge el primer LP titulado simplemente como "Grupo celeste" que contenía diversos temas que se convertirían en clásicos de la agrupación y de la música tropical del Perú, temas como "Mi lamento", "Como un ave", "Tu retrato", "Soy obrero", de la autoría de Víctor Casahuamán Bendezu, serían la consolidación para la agrupación.
Hacia 1978, se graba nuevo material discográfico parte del con el que llega a conocerse en países vecinos y fueran regrabados por otras agrupaciones extranjeras, los temas "Vida" y "Pobre soy" se convertirían en un éxito de tropical peruana. Ese mismo año Chacalon se separó de la agrupación y creo la suya. 
En 1983, surge otro nuevo éxito musical el tema "Gaviota" se vuelve un hit popular, tema que cuenta de la metáfora de un padre y un hijo, el mismo tema fue también regrabado en el mismo Perú por Claudio Morán y el Cuarteto Universal de Discos Horóscopo hacia 1984, y en la década siguiente por el Grupo Emperador de México.
En 1985 esta vez con la voz de Oscar Hidalgo que fuera cantante del Cuarteto Continental y Grupo Los Yungas, surge otro tema ícono de las vivencias populares del Perú y que trata un tema controvertido, el tema llamado "El aborto", retitulado para su comercialización en México como "El derecho de nacer", se convirtió en otro tema clásico de la cumbia peruana que obtuvo senda popularidad en países vecinos del Perú.
Siguiendo con la misma tendencia, surgen algunos otros temas, y es en 1994 cuando se integra en el Grupo Celeste la corriente de tecnocumbia del Perú, añadiendo percusiones eléctricas en sus temas, así surgen otros éxitos locales como "ave de paso", "quiéreme" entre otros y hacia el año 2000 graban "Dos milenios de Tecnocumbia".
En 2001, respondiendo a sus fanáticos de Colombia, Víctor Casahuamán compone el tema "Sol en Bucaramanga", y hacia 2006 y 2007, graban "lamento de un preso ", y "sin dinero" además reactualizan temas clásicos del pasado de la agrupación.
En el año 2008 se emplazan a una gira hacia Colombia, también realizan una gira hacia México para interpretar sus temas más conocidos, y donde también Claudio Morán interviene como cantante asociado para esta gira con lo que se logra le acompañasen en los temas éxito de ese cantante en aquel país norteamericano.
cabe recordar que por las filas de este grupo musical también pasaron otros grandes cantantes con gran aceptación como el apodado Porongo, el Sr. Waldo Chipana, quien desde hace varios años hasta la actualidad lidera su propia agrupación llamada Sol y Mar.